# 1981
- Wikisource

| Calendário gregoriano                                                        | 1981 MCMLXXXI                       |
| Ab urbe condita                                                              | 2734                                |
| Calendário arménio                                                           | 1430 – 1431                         |
| Calendário bahá'í                                                            | 137 – 138                           |
| Calendário budista                                                           | 2525                                |
| Calendário chinês                                                            | 4677 – 4678 Início a 5 de fevereiro |
| Calendário copta                                                             | 1697 – 1698                         |
| Calendário etíope                                                            | 1973 – 1974                         |
| Calendários hindus - Vikram Samvat - Calendário nacional indiano - Cáli Iuga | 2036 – 2037 1902 – 1903 5081 – 5082 |
| Calendário Holoceno                                                          | 11981                               |
| Calendário islâmico                                                          | 1401 – 1403                         |
| Calendário judaico                                                           | 5741 – 5742 Início a 29 de setembro |
| Calendário persa                                                             | 1359 – 1360 Início a 21 de março    |
| Calendário rúnico                                                            | 2231                                |
| Calendário solar tailandês                                                   | 2524                                |

1981 (MCMLXXXI, na numeração romana) foi um ano comum do século XX que começou numa quinta-feira, segundo o calendário gregoriano. A sua letra dominical foi D. A terça-feira de Carnaval ocorreu a 3 de março e o domingo de Páscoa a 19 de abril. Segundo o horóscopo chinês, foi o ano do Galo, começando a 5 de fevereiro.

| Evento                                                   | Data            | Hora  |
| -------------------------------------------------------- | --------------- | ----- |
| Aquário                                                  | 20 de janeiro   | 03:36 |
| Peixes                                                   | 18 de fevereiro | 17:52 |
| primavera no hemisfério norte e outono no hemisfério sul |                 |       |
| Carneiro/equinócio                                       | 20 de março     | 17:03 |
| Touro                                                    | 20 de abril     | 04:19 |
| Gémeos                                                   | 21 de maio      | 03:40 |
| verão no hemisfério norte e inverno no hemisfério Sul    |                 |       |
| Caranguejo/solstício                                     | 21 de junho     | 11:45 |
| Leão                                                     | 22 de julho     | 22:40 |
| Virgem                                                   | 23 de agosto    | 05:39 |
| Outono no Hemisfério Norte e Primavera no Hemisfério Sul |                 |       |
| Balança/equinócio                                        | 23 de setembro  | 03:06 |
| Escorpião                                                | 23 de outubro   | 12:13 |
| Sagitário                                                | 22 de novembro  | 09:36 |
| inverno no hemisfério norte e verão no hemisfério sul    |                 |       |
| Capricórnio/solstício                                    | 21 de dezembro  | 22:51 |

| UTC: Portugal Continental, Madeira, Guiné-Bissau e São Tomé e Príncipe Subtrair (-): 1 h nos Açores e Cabo Verde 2 h nas Ilhas oceânicas brasileiras 3 h em Brasília, em Goiás, na Amazônia Oriental Brasileira e no nordeste, sudeste e sul brasileiros 4 h na Amazônia Ocidental Brasileira, Mato Grosso e Mato Grosso do Sul 5 h no Acre e sudoeste do Amazonas Adicionar (+): 1 h em Angola e Guiné Equatorial 2 h em Moçambique 8 h em Macau 9 h em Timor-Leste. |
| Adicionar uma hora durante a vigência do horário de verão: Portugal Continental : De 29 de março a 27 de setembro de 1981 |

| Ano completo                        |
| ----------------------------------- |
| Ano comum com início à quinta-feira |

Foi declarado pela ONU como o "Ano Internacional da Pessoa com Deficiência" e corresponde, no ciclo de doze anos que forma o calendário chinês a um ano do signo "Galo".

## Eventos
- Ano Internacional das Pessoas Deficientes, pela ONU.

- A Grécia adere à União Europeia.
- Leopoldo Calvo Sotelo y Bustelo substitui Adolfo Suárez González na presidência do governo de Espanha.
- Roberto Eduardo Viola substitui Jorge Rafael Videla como presidente de facto da Argentina.
- Leopoldo Galtieri substitui Roberto Eduardo Viola como presidente de facto da Argentina.
- Invenção do Post-it, adesivo de recados.

### Janeiro
- 20 de janeiro - Ronald Reagan toma posse como o 40.º presidente Estados Unidos, substituindo Jimmy Carter.

### Fevereiro
- 13 de fevereiro - Naufraga o petroleiro da Sacor, "João da Nova", uma embarcação com 600 toneladas de arqueação e com 50 metros de comprimento. Afunda-se entre a ilha Terceira e a ilha de São Miguel. Deste barco ainda existe uma pintura (ano 2010) no paredão do Porto de Pipas.
- 23 de fevereiro - Na Espanha foi dado o golpe de estado conhecido pela designação 23-F, que não foi bem-sucedido.

### Março
- 24 de março - fundação do município brasileiro de Amaturá (Amazonas).
- 29 de março - Roberto Eduardo Viola substitui Jorge Rafael Videla como Presidente da Argentina.
- 30 de março - O Presidente dos Estados Unidos, Ronald Reagan, sofre um atentado.

### Abril
- 12 de abril - STS-1, A Primeira missão do Ônibus espacial.

### Maio
- 3 de maio - Grêmio Campeão Brasileiro Após vencer o São Paulo por 1 X 0 no Morumbi, já havia vencido o primeiro jogo em Porto Alegre por 2 x 1
- 11 de maio - Morre em Miami o cantor jamaicano Bob Marley.
- 13 de maio - O Papa João Paulo II sofre um grave atentado na Praça São Pedro, atingido por duas balas disparadas pelo terrorista turco Mehmet Ali Agca.

### Julho
- 16 de julho - Mahathir bin Mohamad assume o cargo de primeiro-ministro da Malásia.
- 20 de julho - A venezuelana Irene Saez é coroada como Miss Universo.
- 29 de julho - Casamento Real do Príncipe Carlos, com a aristocrata Lady Diana Spencer (Lady Di), na Catedral de São Paulo, Londres, Inglaterra.

### Agosto
- 1 de agosto - Primeira transmissão da Musical Television Video - MTV, o canal de TV a cabo norte-americano de música.
- 19 de agosto - Entra em operação o Sistema Brasileiro de Televisão - SBT, com a transmissão do discurso de seu proprietário, o apresentador e empresário Silvio Santos.

### Setembro
- 4 de setembro - Nasce a cantora, compositora e atriz norte-americana Beyoncé.
- 21 de setembro - Independência do Belize.

### Outubro
- 6 de outubro - O presidente do Egito, Anwar Sadat, é assassinado durante um atentado.
- 14 de outubro - Hosni Mubarak torna-se presidente do Egito.
- 18 de outubro - Nelson Piquet conquista seu primeiro título mundial de Fórmula 1.

### Novembro
- 1 de novembro - Independência de Antigua e Barbuda.
- 9 de novembro - Na Mauritânia foi abolida a escravatura (último país a abolir a escravatura)[1]
- 23 de novembro - O Clube de Regatas do Flamengo conquista a sua primeira Taça Libertadores após vencer Cobreloa em Montevidéu (Uruguai)

### Dezembro
- 2 de dezembro - Nasce Britney Jean Spears.
- 10 de dezembro - Fundação dos municípios amazonenses de Alvarães, Anamã, Beruri, Boa Vista do Ramos, Iranduba, Itamarati, Manaquiri, Novo Airão, Rio Preto da Eva, São Sebastião do Uatumã, Tabatinga, Tonantins e Uarini.
- 13 de dezembro - O Clube de Regatas do Flamengo conquista a Copa Europeia/Sul-Americana após vencer em 3-0 o Liverpool Football Club.

- 22 de dezembro - O Estado de Rondônia deixa de ser território federal brasileiro e integra o país como a 23ª Unidade Federativa.
- 22 de dezembro - após a demissão de Roberto Eduardo Viola, Leopoldo Galtieri assume o cargo de Presidente da Argentina.
- 28 de dezembro - fundação do município de Caapiranga (Amazonas)

## Nascimentos
| Data   | Nome                 | Profissão                                            | Nacionalidade  | Observações | Ref |
| ------ | -------------------- | ---------------------------------------------------- | -------------- | ----------- | --- |
| 5 jan  | Deadmau5             | produtor canadense                                   | Canadá         |             |     |
| 7 jan  | Spencer West         | Palestrante motivacional norte-americano             | Estados Unidos |             |     |
| 4 fev  | Sérgio Marone        | ator brasileiro                                      | Brasil         |             |     |
| 17 fev | Joseph Gordon-Levitt | ator norte-americano                                 | Estados Unidos |             |     |
| 21 fev | Floor Jansen         | cantora e compositora                                | Países Baixos  |             |     |
| 1 mar  | Will Power           | piloto australiano da IndyCar                        | Austrália      |             |     |
| 25 abr | Felipe Massa         | piloto brasileiro de Fórmula 1                       | Brasil         |             |     |
| 26 abr | Mariana Ximenes      | atriz brasileira                                     | Brasil         |             |     |
| 15 mai | Zara Tindall         | princesa britânica                                   | Reino Unido    |             |     |
| 26 mai | Graziella Schmitt    | atriz brasileira                                     | Brasil         |             |     |
| 9 jun  | Parinya Charoenphol  | pugilista de Muay Thai, atriz e modelo tailandesa    | Tailândia      |             |     |
| 13 jun | Chris Evans          | ator norte-americano                                 | Estados Unidos |             |     |
| 24 jun | Giselle Policarpo    | atriz brasileira                                     | Brasil         |             |     |
| 29 jun | Maria Maya           | atriz brasileira                                     | Brasil         |             |     |
| 29 jul | Fernando Alonso      | piloto espanhol de F1                                | Espanha        |             |     |
| 18 ago | Manuela d'Ávila      | política brasileira                                  | Brasil         |             |     |
| 30 ago | Diodato              | cantautor italiano                                   | Itália         |             |     |
| 4 set  | Beyoncé              | cantora norte-americana                              | Estados Unidos |             |     |
| 5 set  | Marcelo Adnet        | comediante brasileiro                                | Brasil         |             |     |
| 3 out  | Giselle Itié         | atriz brasileira                                     | Brasil         |             |     |
| 7 out  | Niti Chaichitathorn  | apresentador de televisão, produtor e ator tailandês | Tailândia      |             |     |
| 2 dez  | Britney Spears       | cantora e atriz norte-americana                      | Estados Unidos |             |     |
| 13 dez | Amy Lee              | cantora norte-americana                              | Estados Unidos |             |     |
| 21 dez | Lynda Thomas         | cantora e compositora mexicana                       | México         |             |     |

## Mortes
| Data   | Nome                           | Profissão                                                                            | Nacionalidade  | Observações            | Ref   |
| ------ | ------------------------------ | ------------------------------------------------------------------------------------ | -------------- | ---------------------- | ----- |
| 8 Abr  | Omar Bradley                   | general                                                                              | Estados Unidos | 1893                   |       |
| 11 Mai | Bob Marley                     | cantor e compositor jamaicano                                                        | Jamaica        | 1945                   |       |
| 24 Mai | Jaime Roldós Aguilera          | Presidente do Equador (1979 a 1981)                                                  | Equador        | 1941                   |       |
| 1 Jul  | Marcel Breuer                  | designer e arquitecto                                                                | Alemanha       | 1902                   |       |
| 10 Jun | Nair de Tefé                   | primeira mulher cartunista do mundo, pianista e esposa do Marechal Hermes da Fonseca | Brasil         | 1886                   |       |
| 13 Jun | Amácio Mazzaropi               | ator e cineasta brasileiro                                                           | Brasil         | 1912                   |       |
| 13 Jun | Eduardo Gomes                  | aviador, militar e político brasileiro                                               | Brasil         | 1896                   |       |
| 15 Jul | Manuel Urrutia Lleó            | presidente de Cuba em 1959                                                           | Cuba           | 1908                   |       |
| 24 Jul | Tomás Edison de Andrade Vieira | presidente do Banco Bamerindus                                                       | Brasil         | 1931                   |       |
| 1 Ago  | Omar Torrijos                  | presidente do Panamá (1968 a 1981)                                                   | Panamá         | 1929                   |       |
| 18 Ago | Carolina Nabuco                | escritora e tradutora brasileira                                                     | Brasil         | 1890                   |       |
| 22 Ago | Glauber Rocha                  | cineasta brasileiro                                                                  | Brasil         | 1939                   |       |
| 30 Ago | Mohammad-Ali Rajai             | presidente do Irão em 1981                                                           | Irão           | 1933                   |       |
| 24 Sep | Patsy Kelly                    | Atriz norte-americana                                                                | Estados Unidos | 1910                   |       |
| 6 Out  | Anwar Sadat                    | presidente do Egipto de 1954 a 1970                                                  | Egito          | 1918 Nobel da Paz 1978 | [ 2 ] |
| 13 Nov | Mestre Pastinha                | criador da capoeira Angola                                                           | Brasil         | 1899                   |       |
| 29 Nov | Natalie Wood                   | atriz norte-americana                                                                | Estados Unidos | 1938                   |       |
| 18 Dez | Enrique Hertzog Garaizabal     | presidente da Bolívia (1947 a 1949)                                                  | Bolívia        | 1896                   |       |
| 22 Dez | Bernardo José Bueno Miele      | Arcebispo da Arquidiocese de Ribeirão Preto                                          | Brasil         | 1923                   |       |

## Prêmios
- James Stirling (Grã-Bretanha) vence o Prémio Pritzker.

### Prémio Nobel
- Física[3]  - Nicolaas Bloembergen, Arthur Schawlow e Kai Siegbahn.
- Química[4] - Kenichi Fukui e Roald Hoffmann.
- Medicina[5] - Roger W. Sperry, David H. Hubel e Torsten N. Wiesel.
- Literatura[6] - Elias Canetti.
- Paz[2] - Alto Comissariado das Nações Unidas para os Refugiados.
- Economia[7] - James Tobin.

## Epacta e idade da Lua
| Epacta gregoriana | 26 (XXVI) |
| Idade da Lua      | Letra G   |

## Por tema
- 1981 na arte
- 1981 no Brasil
- 1981 na ciência
- 1981 no cinema
- Desastres em 1981
- 1981 no desporto
- 1981 no jornalismo
- 1981 na literatura
- 1981 na música
- 1981 na política
- 1981 na rádio
- 1981 no teatro
- 1981 na televisão